# Siatista
Siatista (in greco Σιάτιστα?) è un ex comune della Grecia nella periferia della Macedonia occidentale di 5642 abitanti secondo i dati del censimento 2001.
È stato soppresso a seguito della riforma amministrativa, detta Programma Callicrate, in vigore dal gennaio 2011 ed è ora compreso nel comune di Voio.